# Арнольди, Кэти
Кэти Арнольди (англ. Katie Arnoldi) — американская писательница-фантаст, бывшая культуристка.

## Биография
Родилась 24 февраля 1959 года в Лос-Анджелесе, Калифорния, США. Сейчас вместе с мужем и двумя детьми живёт в Южной Калифорнии. Бывшая культуристка (в 1992 году стала чемпионкой соревнований по бодибилдингу в Южной Калифорнии). Также занималась сёрфингом, дайвингом и выживанием в среде дикой природы.
Кэти Арнольди — автор трёх романов, а именно: «Пойнт-Дюм» (англ. Point Dume), «Вентворты» (англ. The Wentworths) и «Розовое вещество» (англ. Chemical Pink).
События романа «Пойнт-Дюм» (название дано в честь одноимённого мыса в Малибу) происходят в Мехико и Малибу и раскрывают такие темы как: упадок сёрфинга, загрязнение почвы пестицидами и зооцидами, которые совершают картели, выращивая марихуану, одержимая любовь и отношения между местными и приезжими жителями.
В романе «Вентворты» писательница изображает жизнь богачей из Вестсайда (Лос-Анджелес), описывая недостатки современной американской семьи и исследуя причины и истоки текущего состояния дел в этой сфере.
Роман «Розовое вещество» погружает читателя в мир женского культуризма. В частности, описываются последствия одержимого желания во что бы то ни стало достичь своей цели.